# 血管滋養管
血管滋養管（vasa vasorum）為存在於主動脈、腔静脉等大型血管壁中的小型血管，負責供養大型血管的血管壁。

## 結構
血管滋養管主要可分為三種：
- 內源血管滋養管（Vasa vasorum internae），直接源自於血管腔，進入血管壁中。
- 外源血管滋養管（Vasa vasorum externae），源自於動脈分支，之後再回來供養同一血管。
- 靜脈向血管滋養管（Venous vasa vasorae），源自於動脈壁，但之後注入臨近的靜脈[1]。

## 外部連結
- Histology image: 05702loa – 波士顿大学的组织学学习系统